# Trentino-Südtirol
Trentino-Südtirol (bis 1972 Trentino-Tiroler Etschland), italienisch Trentino-Alto Adige, ladinisch Trentin-Südtirol, amtlich gemäß Verfassung der Italienischen Republik Trentino-Alto Adige/Südtirol, ist eine autonome Region im Norden Italiens. Der Großteil ihrer Kompetenzen ist seit den 1970er Jahren an die ebenfalls autonomen Provinzen Bozen – Südtirol und Trient übertragen worden.
Hauptstadt der Region ist laut Statut Trient, tatsächlich übernimmt auch Bozen Hauptstadtfunktionen.

## Geographie
Trentino-Südtirol ist 13.607 km² groß und hat 1.082.702 Einwohner (Stand 31. Dezember 2023). Die Region grenzt an die österreichischen Bundesländer Tirol (Nord- und Osttirol) und Salzburg im Norden und Nordosten, an den Schweizer Kanton Graubünden im Nordwesten und an die italienischen Regionen Lombardei und Venetien im Westen bzw. Süden und Osten.
Die Landschaft ist stark durch die Alpen geprägt, besonders von den Dolomiten. Höchste Erhebung ist der Ortler mit 3905 Metern über dem Meeresspiegel.
Der Hauptfluss ist die Etsch, auf welche der italienische Name Südtirols (Alto Adige, also „Hochetsch“) zurückgeht. Zudem gehört der nördliche Teil des Gardasees, des größten Sees Italiens, zu Trentino-Südtirol.

## Gliederung
Politisch gliedert sich die Region Trentino-Südtirol in die Provinzen Trient und Bozen – Südtirol. Es handelt sich bei ihnen um die einzigen autonomen italienischen Provinzen, die mit Gesetzgebungsbefugnissen ausgestattet und nicht der Region untergeordnet sind. Ihrer autonomen Ausrichtung zufolge besitzen das Trentino und Südtirol de facto den Status einer Region mit jeweils einem Landtag und einem Präsidenten, der als Landeshauptmann (ital. Presidente della Provincia) bezeichnet wird.
| Provinz                 | Hauptstadt | ISO   | Gemeinden | Einwohnerzahl (31. Dezember 2023) | Fläche (km²) | Bevölkerungs- dichte (Einw./km²) |
| ----------------------- | ---------- | ----- | --------- | --------------------------------- | ------------ | -------------------------------- |
| Autonome Provinz Bozen  | Bozen      | IT-BZ | 116       | 537.533                           | 7.400,43     | 73                               |
| Autonome Provinz Trient | Trient     | IT-TN | 166       | 545.169                           | 6.206,90     | 88                               |
| Trentino-Südtirol       | Trient     | IT-32 | 282       | 1.082.702                         | 13.606,87    | 80                               |

## Geschichte
Das vorwiegend von Italienern bewohnte Trentino war bis 1803 als Fürstbistum Trient ein formell eigenständiges, faktisch seit den im 14. Jahrhundert abgeschlossenen Trienter Kompaktaten ein von der Grafschaft Tirol abhängiges Reichsfürstentum des Heiligen Römischen Reiches Deutscher Nation; durch den Reichsdeputationshauptschluss wurde es 1804 auch de jure Teil der Gefürsteten Grafschaft Tirol im neu gegründeten Kaisertum Österreich.
Im ausgehenden 19. Jahrhundert machten sich insbesondere in liberal-nationalen Kreisen des Trentino Stimmen für einen Anschluss des Trentino an das Königreich Italien laut, die in der Irredenta-Bewegung ihre radikalste Ausdrucksform fand. Aber auch andere nicht radikalisierte bürgerliche Schichten des italienischsprachigen Teils drängten vor dem Ersten Weltkrieg auf einen autonomen Landesteil, der im Kampf um eine eigene italienischsprachige Hochschule in den sogenannten Fatti di Innsbruck ihren Höhenpunkt fand. Im Zuge des sich immer mehr zuspitzenden Nationalitätenkonfliktes in der österreichisch-ungarischen Monarchie wurde das Trentino zum Schlachtfeld pangermanistischer und irredentischer Vereine, wie dem Deutschen Schulverein oder der Società Dante Alighieri.
Einige Irredentisten forderten nicht nur, das Trentino dem Königreich Italien anzugliedern, sondern auch eine Verschiebung der italienischen Grenze bis zum Alpenhauptkamm, wodurch auch das mehrheitlich deutschsprachige Gebiet des heutigen Südtirol annektiert werden sollte. Am vehementesten trat dabei Ettore Tolomei aus Rovereto auf, der diese vermeintlichen Ansprüche Italiens mit spektakulären Aktionen wie der angeblichen Erstbesteigung des Klockerkarkopfs, der Hissung der italienischen Flagge auf dessen Spitze und der Benennung dieses Berges im oberen Ahrntal als Vetta d’Italia („Spitze Italiens“) im Jahr 1904 zu untermauern versuchte. Tatsächlich machte sich Italien im während des Ersten Weltkriegs ausgehandelten Londoner Geheimvertrag diese Forderungen zu eigen, woraufhin im Friedensvertrag von St. Germain 1919 das Land Tirol zwischen Österreich und Italien aufgeteilt wurde. Die südlich des Brenners gelegenen Teile Tirols kamen dabei (mit der Ausnahme Osttirols) zu Italien, wo sie zunächst gemeinsam als Venezia Tridentina verwaltet wurden. Dieser Name wurde in Anlehnung an die Nachbarregionen Venezia Euganea (Venetien und Friaul) und Venezia Giulia (Julisch Venetien) vom italienischen Sprachwissenschaftler Graziadio Isaia Ascoli geprägt. Er hat sich im Italienischen so stark eingebürgert, dass man bisweilen noch von Triveneto oder Le Tre Venezie spricht, um die drei Regionen im Nordosten Italiens zu bezeichnen. Auch innerhalb der katholischen Kirche hat sich der Begriff bewahrt: Die Kirchenregion Triveneto ist eine von 16 Kirchenregionen Italiens.
In der Ära des Faschismus gab es intensive Italianisierungsbemühungen in Südtirol:
- Der Gebrauch der deutschen Sprache wurde vollständig verboten: in der Schule, in den Medien, in der Verwaltung, vor Gericht. Die Ortsnamen wurden italianisiert, selbst Familiennamen und Vornamen wurden „übersetzt“.
- Im Zuge einer massiven Industrialisierung wurden zahlreiche Arbeiter aus Süditalien, Venetien und dem Friaul angesiedelt. Bozen wurde eine mehrheitlich italienische Stadt.

1927 wurde die Venezia Tridentina in die mehrheitlich italienischsprachige Provinz Trient und die mehrheitlich deutschsprachige Provinz Bozen geteilt.
1939 kam es zu dem als „Option“ bezeichneten Aussiedelungsabkommen zwischen dem faschistischen Italien und dem nationalsozialistischen Deutschen Reich. Die deutschsprachigen und ladinischsprachigen Südtiroler sowie die Zimbern von Lusern und die Bewohner des Fersentals wurden vor die Wahl gestellt, in ihrer von der Italianisierungskampagne geprägten Heimat zu bleiben oder ins Deutsche Reich zu emigrieren. Obwohl rund 85 % der Südtiroler die Emigration wählten, verließ die Mehrzahl der Betroffenen ihre Heimat nicht oder kehrte später zurück.

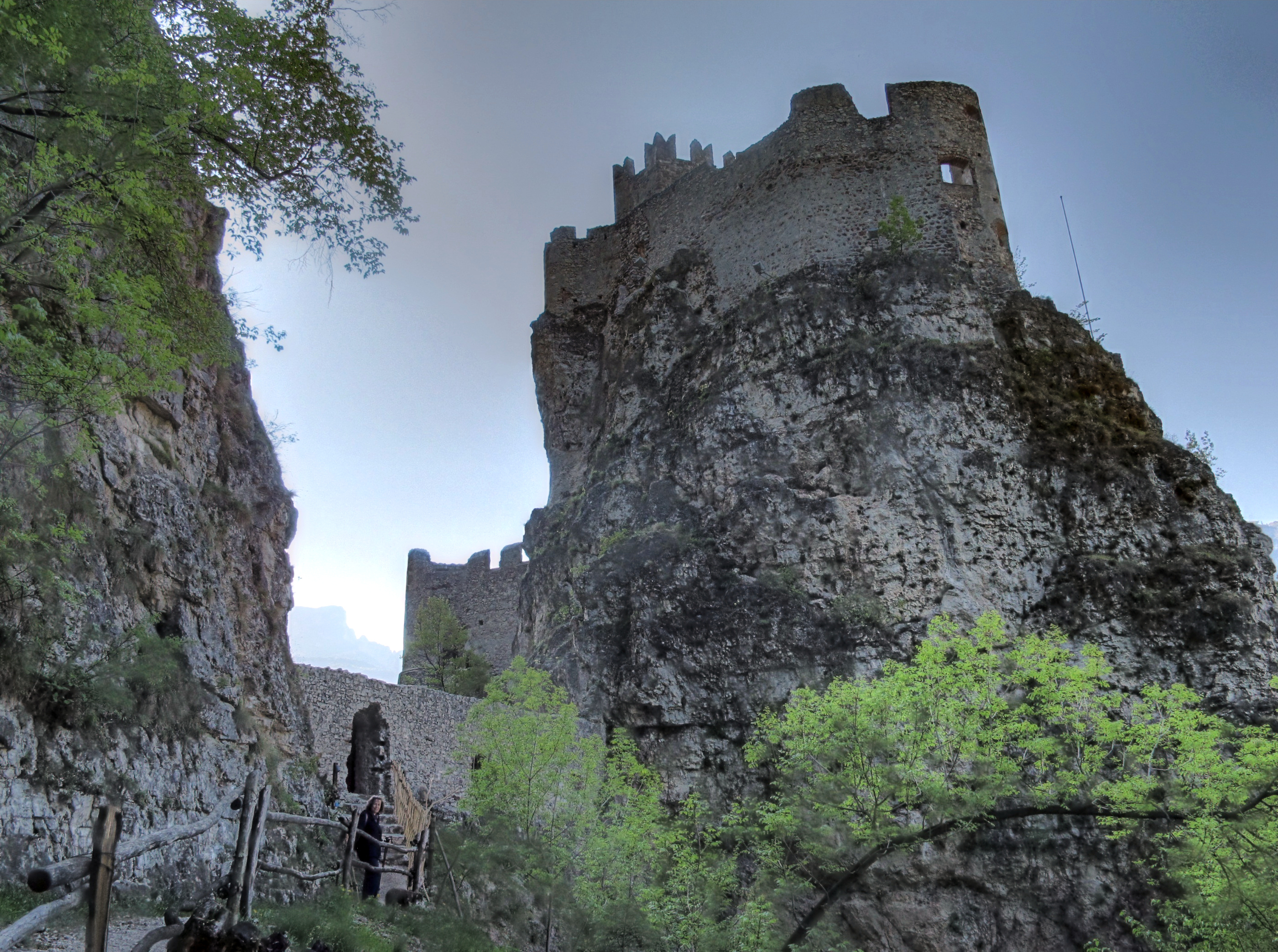
Die Haderburg bei Salurn markiert die Sprachgrenze zwischen den Landesteilen.

Nach dem Zweiten Weltkrieg wurde der Verbleib Südtirols innerhalb des italienischen Staates von den Siegermächten nicht bestritten. Um die Rechte der deutschsprachigen Südtiroler zu stärken, wurde stattdessen zwischen Italien und Österreich das Gruber-De-Gasperi-Abkommen ausgehandelt. Den Südtirolern blieb eine echte Selbstverwaltung jedoch zunächst verwehrt. Als 1948 das Erste Autonomiestatut in Kraft trat, wurden die Autonomierechte nicht an die Provinz Bozen bzw. Südtirol, sondern an die neugeschaffene Region abgetreten, die den deutschen Namen Trentino-Tiroler Etschland erhielt. In der Region war die italienische Sprachgruppe deutlich in der Mehrzahl, alle wichtigen Entscheidungen wurden in Trient getroffen.
Hinzu kam, dass die Regierungen in Rom und Trient weiterhin bestrebt waren, Zuwanderer aus dem restlichen Italien in Südtirol anzusiedeln. Als 1957 beschlossen wurde, 5000 Wohnungen für italienische Zuwanderer zu errichten, versammelten sich 35.000 Südtiroler bei der Großkundgebung von Schloss Sigmundskron und skandierten „Los von Trient“. Zwischen 1956 und 1969 kam es aus Frustration über die Südtirol-Politik Italiens zu einer Serie von Bombenattentaten, die vom Befreiungsausschuss Südtirol durchgeführt wurden.
Nach langen Verhandlungen, an denen Österreich als Schutzmacht maßgeblich beteiligt war, trat 1972 das Zweite Autonomiestatut in Kraft, die seither als Trentino-Südtirol bezeichnete Region wurde weitgehend entmachtet und die Autonomie an die Provinzen Bozen und Trient bzw. an Südtirol und das Trentino weitergereicht. Die Rolle der Region wurde dermaßen geschwächt, dass ihre politischen Organe nur noch geringfügige Funktionen erfüllen. 
Mit dem Verfassungsgesetz Nr. 2/2001 wurde dieser institutionelle Bedeutungswandel nachvollzogen, indem nun nicht mehr die Region in zwei Provinzen unterteilt ist, sondern gemäß Art. 116 Abs. 2 die Autonomen Provinzen Trient und Bozen die Region bilden. Mit demselben Gesetz wurde auch der amtliche Name im Verfassungstext von Trentino-Alto Adige in Trentino-AltoAdige/Südtirol geändert.

## Sprachen

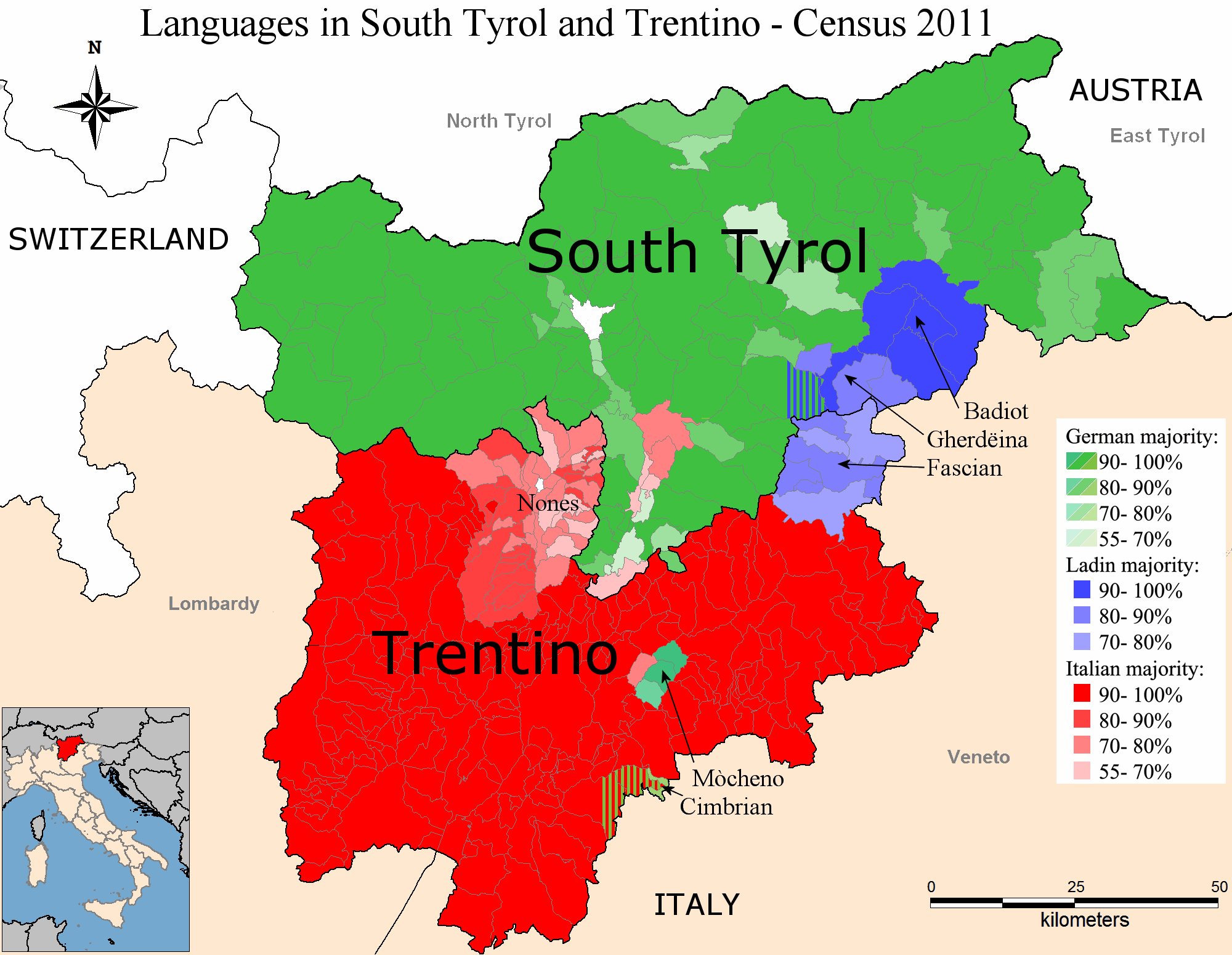
Die Sprachgruppenmehrheiten in den Gemeinden der Region gemäß der Volkszählung 2011

Während in Südtirol etwa 70 Prozent der Bewohner Deutsch als Muttersprache haben, wird im Trentino fast ausschließlich Italienisch gesprochen, wodurch die Italiener in der Region Trentino-Südtirol in der Mehrheit sind. Amtssprachen der Region sind laut Statut Italienisch und Deutsch. Dies betrifft jedoch nur die Ebene der Regionalbehörden, während auf Provinz- und Gemeindeebene im Trentino die deutsche Sprache keine Rolle spielt.
Deutsche Mundarten, die dem Bairischen zuzuordnen sind, werden nicht nur in Südtirol, sondern auch in den Trentiner Sprachinseln der Zimbern und Fersentaler gesprochen. Während das Zimbrische noch von fast der gesamten Dorfbevölkerung in Luserna/Lusern gesprochen wird, ist es in Lavarone/Lafraun/Lavróu und Folgaria/Vielgereuth/Folgrait in der ersten Hälfte des 20. Jahrhunderts fast ausgestorben. Fersentalerisch wird in Fierozzo/Florutz/Vlarotz, Palù del Fersina/Palai im Fersental/Palae en Bersntol und Frassilongo/Gereut/Garait, einschließlich Roveda/Eichleit/Oachlait gesprochen. Sowohl Zimbern als auch Fersentaler sind anerkannte Minderheiten.
In einigen Tälern werden rätoromanische Dialekte gesprochen. Im Fassatal, in Gröden und im Gadertal ist die ladinische Sprache sogar als Verwaltungssprache anerkannt. Im Nonstal und im Val di Sole wird ein eigenständiges Idiom gesprochen, das Nones, das der Sprachforscher Graziadio Isaia Ascoli als rätoromanisch einstufte. Letzteres genießt aber keinerlei rechtliche Anerkennung.
In der Region existieren daher fünf Sprachgruppen, die italienische, die deutsche, die ladinische, die fersentalerische und die zimbrische.

## Autonomie und Politik

### Allgemeines
Die Region verfügt über ein Sonderstatut, das ihr eine weitgehende Autonomie in Gesetzgebung, Verwaltung (Schule, Gesundheitsdienst) und Finanzen zugesteht. Jedoch ist der Großteil dieser Kompetenzen der Region an die Provinzen übertragen worden.
Der Fortbestand der Region ist rechtlich und politisch gesichert: Einerseits ist die per Verfassungsgesetz und Staatsvertrag mit Österreich abgesegnete Satzung (Verfassung) der Region Grundlage der Südtiroler Autonomie. Darüber hinaus ist in der Verfassung Italiens verankert: Die Provinzen Trentino und Südtirol bilden die Region (Art. 116, Abs. 2).
De facto jedoch werden die zwei in der Region vereinten Provinzen als eigenständige Regionen betrachtet: So werden zum Beispiel in europäischen Statistiken die zwei Provinzen als einzelne Regionen aufgeführt.
Selbst die Rolle Trients als Hauptstadt ist eine bloße Formalität, die Hauptstadtfunktionen (Tagungsort des Regionalrates und der Regionalregierung bzw. Verwaltungssitz) teilt sich Trient mit Bozen.
Obwohl ihre Bedeutung stark nachgelassen hat, verfügt die Region über eine eigene politische Organisation und behält auch einige Kompetenzen: Ordnung der öffentlichen Fürsorge- und Wohlfahrtseinrichtungen; Ordnung der Körperschaften für Boden- und Agrarkredit, der Sparkassen und der Raiffeisenkassen sowie der Kreditanstalten regionalen Charakters. In anderen Bereichen hat die Region zwar nach wie vor die Befugnis, Gesetze zu erlassen, die Verwaltung ist aber per Regionalgesetz an die Länder Trentino und Südtirol übertragen worden: Anlegung und Führung der Grundbücher; Feuerwehrdienste; Ordnung der sanitären Körperschaften und der Krankenhauskörperschaften; Ordnung der Handelskammern. Siehe auch gesetzgeberische und finanzielle Autonomie der Region Trentino-Südtirol.
Trentino-Südtirol ist zudem Teil der Europaregion Tirol–Südtirol–Trentino, die im Wesentlichen dem Gebiet des ehemaligen Kronlandes Tirol entspricht.

### Wappen
Das Wappen zeigt im Silber gevierten Wappenschild den Wenzelsadler für Trentino im ersten und vierten Feld und den roten goldbewehrten Tiroler Adler in den anderen Feldern.

### Regionalrat
Der 70 Sitze umfassende Regionalrat ist das gesetzgebende Organ der Region und besteht aus den Abgeordneten des Südtiroler Landtags und des Trentiner Landtags (je 35 Abgeordnete). Die regionale Legislaturperiode dauert fünf Jahre.
Den Vorsitz führt ein für zweieinhalb Jahre gewählter Regionalratspräsident, den abwechselnd die deutsche und die italienische Sprachgruppe stellt. Alternativ kann seit Inkrafttreten des Verfassungsgesetzes Nr. 2/2001 auch ein Vertreter der ladinischen Sprachgruppe dieses Amt innehaben.

### Regionalregierung
Die Regionalregierung besteht aus dem Präsidenten, zwei Vizepräsidenten und den Assessoren, die vom Regionalrat aus seiner Mitte gewählt werden, wobei die zahlenmäßige Stärke der italienischen und deutschen Sprachgruppe unbedingt beachtet werden muss. Aufgrund der Reform des Autonomiestatuts im Jahr 2001 wird unabhängig vom Proporz den Ladinern in der Regionalregierung ein Sitz zugesichert.
Die Präsidentschaft der Region wird aufgrund einer politischen Vereinbarung seit 2004 von den Landeshauptleuten von Südtirol und dem Trentino jeweils für eine Hälfte der Legislaturperiode übernommen (Rotationsprinzip).

## Wirtschaft
Landwirtschaft wird vor allem in den Alpentälern betrieben. Im Vinschgau und Nonstal ist der Anbau von Apfelbäumen verbreitet. Die Region ist zudem ein bedeutendes Weinbaugebiet.
Die Industriebetriebe sind insbesondere in der Holz- und Papierbranche, im Baugewerbe und in der Metallverarbeitung tätig. Die Region ist italienweit führend im Bereich erneuerbare Energien: Die Beschaffenheit des Gebietes fördert die Produktion von Strom aus Wasserkraft. Auch Photovoltaik- und Solaranlagen werden in Trentino-Südtirol hergestellt und eingesetzt. Große Bedeutung besitzt zudem der Tourismus. Einer der wichtigsten Arbeitgeber ist die ITAS Versicherungsgruppe.
Trentino-Südtirol gehört zu den wohlhabendsten Regionen in Italien und in Europa (BIP pro Kopf über 30.000 €) und verzeichnet eine der niedrigsten Arbeitslosenzahlen italien- und europaweit (unter 3 %).
|                    | 2000     | 2001     | 2002     | 2003     | 2004     | 2005     | 2006     | 2007     | 2008     | 2009     |
| ------------------ | -------- | -------- | -------- | -------- | -------- | -------- | -------- | -------- | -------- | -------- |
| BIP (Mio. EUR)     | 25.356,7 | 25.953,9 | 26.702,1 | 27.647,2 | 28.976,4 | 29.670,0 | 30.954,0 | 32.435,7 | 33.670,9 | 33.436,4 |
| BIP Pro Kopf (EUR) | 26.801,4 | 27.669,4 | 28.238,3 | 28.904,5 | 29.915,7 | 30.278,6 | 31.266,7 | 32.403,3 | 33.238,8 | 32.633,6 |